# (5940) Feliksobolev
(5940) Feliksobolev es un asteroide perteneciente al cinturón de asteroides, descubierto el 8 de octubre de 1981 por la astrónoma soviética Liudmila Chernyj desde el Observatorio Astrofísico de Crimea (República de Crimea), Rusia).

## Designación y nombre
Designado provisionalmente como 1981 TJ4, fue nombrado Feliksobolev en honor al director de cine ruso Feliks Mijáilovich Sóbolev.